# The Quiet Man
The Quiet Man (en España, El hombre tranquilo; en Argentina, El hombre quieto; en Venezuela, Un hombre quieto) es una película estadounidense de 1952 que plasma la idílica visión de Irlanda del propio director, John Ford, hijo de irlandeses nacido en los Estados Unidos. 
La película ganó dos premios Óscar: al mejor director y a la mejor fotografía en color, y tuvo otras cinco candidaturas: mejor película, mejor guion, mejor actor de reparto (Victor McLaglen), mejor dirección artística y al mejor sonido.
En el 2013, la película fue considerada «cultural, histórica y estéticamente significativa» por la Biblioteca del Congreso de Estados Unidos y seleccionada para su conservación en el National Film Registry.

## Argumento

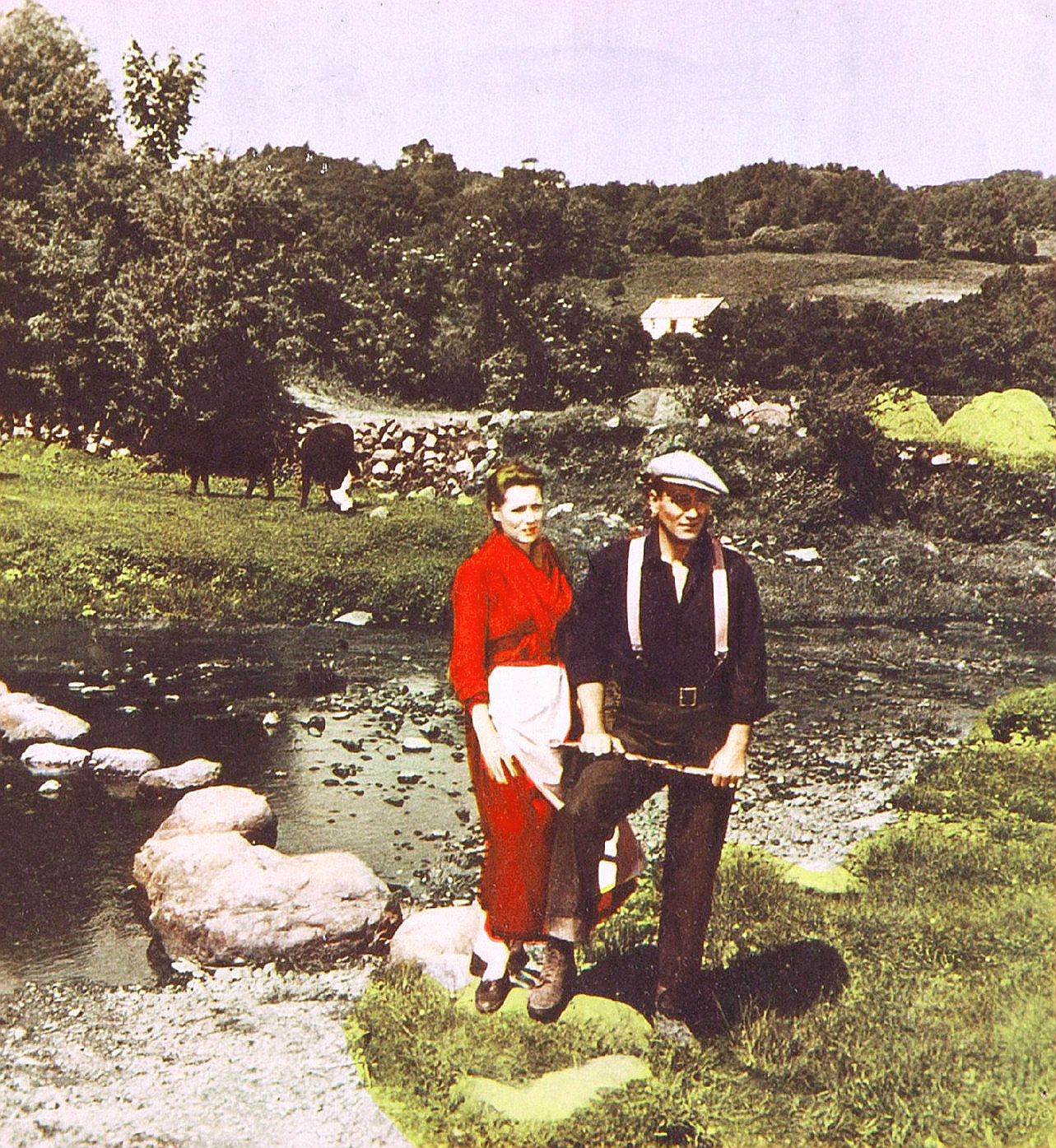
Sean y Mary Kate

Sean Thornton (John Wayne) es un "hombre tranquilo y pacífico" que ya con sus treinta y tantos años regresa a la localidad de Inisfree, en su Irlanda natal, de donde saliera con 12 años hacia Estados Unidos. Pronto se dará cuenta de que la vida entre los habitantes de Inisfree no va a ser tan idílica como esperaba, ya que el temperamento irlandés y las reglas que rigen en esa sociedad son desconocidos para él. 
Al llegar, decide comprar su casa natal y los terrenos que la rodean, pero choca con los intereses de un propietario rural llamado Will Danaher, un matón corpulento y temido en el pueblo que anota en una libreta a todo aquel que le va en contra.
Sean Thornton se fija en una hermosa y apasionada mujer campesina llamada Mary Kate, quien resulta ser hermana de Will Danaher. Pero su relación con Mary Kate Danaher (encarnada por Maureen O'Hara), el hermano de ésta, Will Danaher (Victor McLaglen) y el pintoresco Michaleen Flynn (Barry Fitzgerald) será bastante especial.
Thornton intenta cortejarla y se encuentra con la oposición de Will, que llega a amenazarlo. Thornton intenta ser caballeroso y no caer en rencillas pero su actitud conciliadora se interpreta como cobardía.
Thornton finalmente conquista a Mary Kate pero su hermano no solo le niega la dote a la novia, contraviniendo la costumbre, sino que propina a Thornton un feroz puñetazo que lo tira al suelo en la ceremonia de casamiento. Thornton no responde a la agresión y su flamante esposa le pierde el respeto y lo abandona. Thornton no responde al ataque ya que sobre su conciencia pesa la muerte de un boxeador llamado Johnny Galleano, fallecido en un combate de boxeo, y se ha prometido no volver a pelear. Finalmente, ante los desaires de la mujer a quien ama, Thornton decide coger el toro por los cuernos y busca a su esposa en un tren que está a punto de partir a Dublín, la saca a empellones y la arrastra hasta la casa de Willy Donaher. Donaher acepta el reto de Thornton y se enzarzan en una pelea. Finalmente, después de haberse dado con todo lo que tenían a mano, terminan siendo amigos y Thornton se gana no solo el respeto de su esposa sino el de todo el pueblo.

## Reparto
- John Wayne - Sean Thornton
- Maureen O'Hara - Mary Kate Danaher
- Barry Fitzgerald - Michaleen Oge Flynn
- Victor McLaglen - 'Red' Will Danaher
- Ward Bond - Padre Peter Lonergan
- Mildred Natwick - Sarah Tillane
- Francis Ford - Dan Tobin
- Eileen Crowe - Elizabeth Playfair
- Arthur Shields - Reverendo Cyril 'Snuffy' Playfair
- Charles B. Fitzsimons - Hugh Forbes
- James O'Hara - Padre Paul